# Raj Bono Vihar
 (avril 2012).
Si vous disposez d'ouvrages ou d'articles de référence ou si vous connaissez des sites web de qualité traitant du thème abordé ici, merci de compléter l'article en donnant les références utiles à sa vérifiabilité et en les liant à la section « Notes et références ».

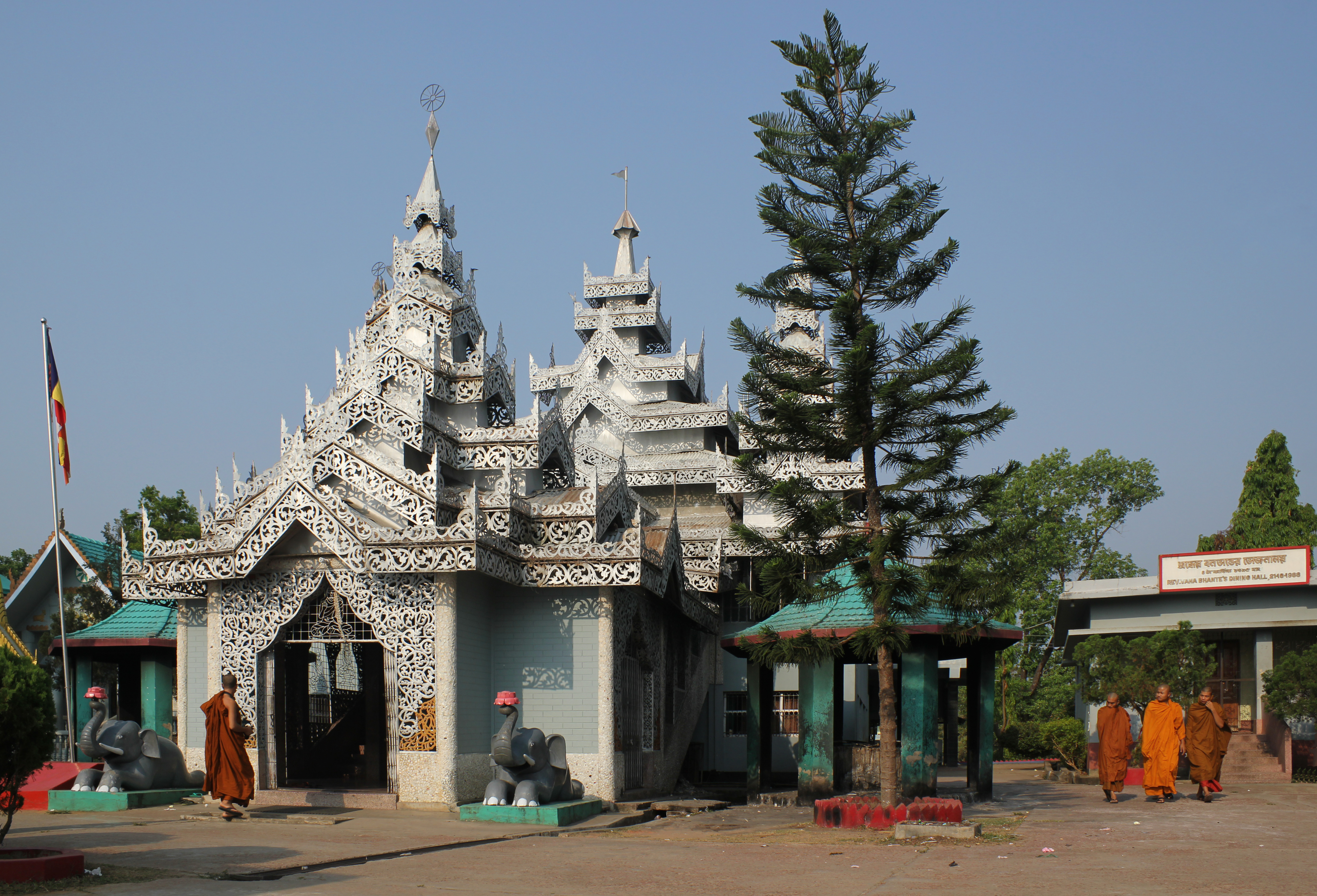
Le Raj Bono Vihar. Remarquer les toitures en pyatthat trahissant l'inflence birmane.

Le Raj Bono Vihar est un des centres bouddhistes les plus importants d'Asie. Ce centre, situé au centre de Rangamati, est un haut lieu de pèlerinage. Il a été fondé [Quand ?] par le moine Bono Bhante, vénéré comme un saint vivant. Lors du Kotin Cibor Dan, au mois de novembre, plus de 150 000 pèlerins viennent recevoir sa bénédiction.